# Rapla kyrka
Rapla kyrka, estniska: Rapla kirik, är en luthersk kyrka i Rapla i Estland. Den byggdes åren 1899–1901. Kyrkans altartavla är av C. Walter från år 1862. Framför kyrkan finns Frihetskrigsmonumentet i Rapla.